# Golden Bat
Golden Bat (ゴールデンバット, Gôruden Batto) és una reconeguda i històrica marca japonesa de cigarrets fundada el 1906 i propietat de Japan Tobacco. Des de 1940 fins al 1949, el tabac canvia el seu nom a Kinshi (金鵄) o ocell daurat. Des de 2019 es produeix amb el nom Golden Bat Cigar (ゴールデンバット・シガー) i es comercialitza només a Hokkaido.

## Història

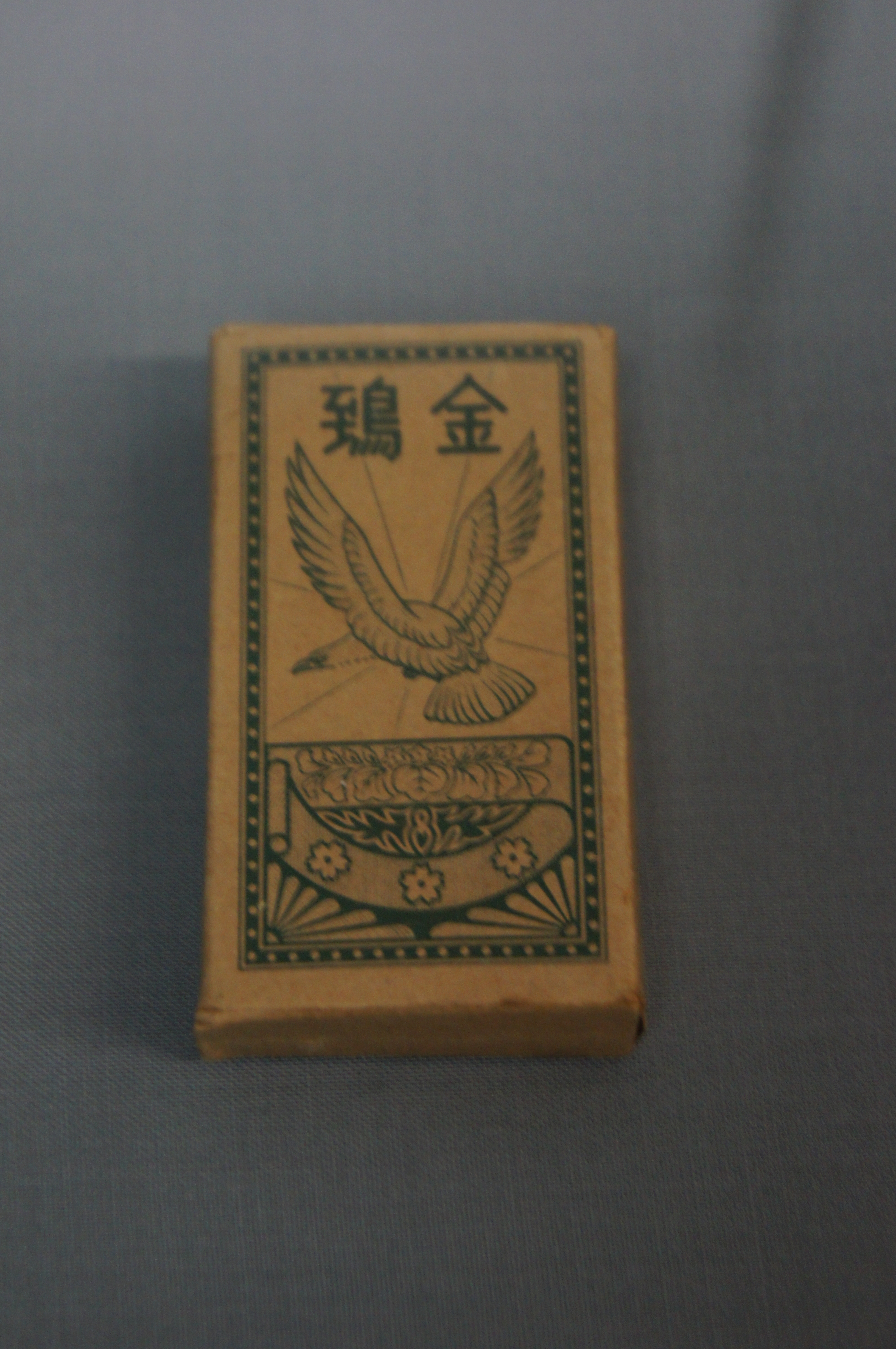
Cigarrets Kinshi (1940-1949)

La marca va ser llançada al mercat el 1906. Poc a poc, la marca es començà a fer popular amb el sobrenom de "Bat". La marca va ser inicialment comercialitzada pel monopoli estatal del tabac japonès. Durant el període d'entre guerres, va ser la marca de tabac més popular del Japó i des de 2006, quan fou el seu 100 aniversari, la més antiga.
La raó de la tria d'un rat penat daurat per a la imatge de la marca fou que, des de 1905, un any abans de començar les vendes domèstiques, la marca es començà a exportar a la Xina, on aquest animal és símbol de bona sort. L'embolcall del paquet, d'estil antic, amb un rat penat daurat sobre un fons verd és àmpliament conegut al Japó i és considerat com un símbol nostàlgic. Això ha fet que, tot i algunes lleugeres modificacions al llarg del temps, el disseny haja romàs pràcticament inalterable des del seu inici.
Des de 1940 fins al 1949, la denominació en anglés "Golden Bat" va ser considerada inadequada degut als conflictes diplomàtics d'aleshores i fou canviada a "Kinshi" o "ocell daurat". Aquest animal forma part de la llegenda històrica de l'Emperador del Japó, el primer monarca del país. Hi hagueren diversos dissenys amb aquesta denominació que variaren entre el ocell volant o sobre un arc, com la representació de la llegenda.
El 1997 començà a comercialitzar-se una variant amb filtre, es modificà el disseny del paquet i es llançà una campanya de publicitat a la televisió i la ràdio per tal de fer atractiva la marca a les noves generacions. Tot i que el preu, la nicotina i la quantitat de quitrà que contenia era la mateixa que les de les altres marques, la campanya no va funcionar i aquesta varietat fou deixada de produir el 2003. Poc després, el 2004, es llançaren dues variants, amb sabor a te i mentolat només comercialitzades a la prefectura de Miyagi, però es deixaren de produir el 2005 per les baixes vendes.
El 2019 es deixaren de vendre els cigarrets tal com sempre s'havien entès des de 1906, passant a ser d'una mida més curta, d'un gruix estàndard i embolicats en fulla de tabac en lloc de paper. A més d'això, es modificà el disseny del paquet i es llançà una nova versió mentolada, a més de baixar el preu de 420 a 270 iens. De moment, aquesta nova versió només es comercialitza a Hokkaido i no a la resta del Japó, la qual ja no pot fumar aquesta marca històrica.

## Productes

### En producció
Actualment, només es comercialitza a Hokkaido.
- Golden Bat Cigar (2019-present)
- Golden Bat Cigar Menthol (2019-present)

### Descontinuats
- Golden Bat Box (1997-2003)
- Golden Bat Box (2004-2005) *Nomes a la prefectura de Miyagi.
- Golden Bat Menthol Box (2004-2005) *Només a Miyagi.
- Golden Bat (1906-2019)